# Parafia Najświętszej Maryi Panny Królowej Polski i św. Archaniołów Michała, Rafała i Gabriela w Olsztynie
Parafia NMP Królowej Polski i Świętych Archaniołów Michała, Gabriela i Rafała w Olsztynie – rzymskokatolicka parafia w Olsztynie, należąca do archidiecezji warmińskiej i Olsztyn Śródmieście. Parafia również należała do dekanatu Inspektoratu Wsparcia Sił Zbrojnych Ordynariatu Polowego Wojska Polskiego. Została utworzona 1 stycznia 2014. Do 2012 roku należała do Warmińsko-Mazurskiego Dekanatu Wojskowego. Kościół parafialny mieści się przy ulicy Kromera 2a.